# 猫背のネイビーセゾン
猫背のネイビーセゾン（ねこぜのネイビーセゾン）は、日本のロックバンド。神戸を拠点に活動し、ネオンロックをコンセプトに掲げる。所属レーベルはmini muff records/murffin discs。バンド名の略称は猫セゾ。

## 概要
2019年、神戸にて結成。井上直也（Vo./Gt.）、おかともき（Ba.）、横山大成（Gt.）、石坂圭介（Dr.）の4人組バンドであり、同じ高校の軽音部の先輩後輩で結成された。さまざまな音楽ジャンルを取り込んだノスタルジックさのあるきらびやかなサウンドと、耳に残るキャッチーなワードセンスが魅力で、関西のライブハウスを中心に活動している。

## バンド名の由来
バンド名には「漢字、ひらがな、カタカナを全て含めたい」という意図があり、「猫背」はメンバーが猫背気味であること、「セゾン」は「季節」を意味し、「ネイビー」は「藍色」のイメージから名付けられた。

## 音楽性
煌びやかでキャッチーな楽曲と、独特の歌詞が特徴。初期は方向性が定まっていなかったが、次第に「ネオンロック」というコンセプトを確立し、バンドの個性として打ち出すようになった。

## 経歴
- 2019年、井上、おか、横山、石坂の4人が神戸でバンドを結成。メンバーは高校の軽音部の先輩・後輩で、井上がおかを誘い、おか、横山、石坂が加わった。
- 2024年12月8日、兵庫・太陽と虎で『猫背のネイビーセゾン ONE MAN LIVE「HAPPY.OUR」』を開催。音楽レーベル・murffin discsに所属することを発表した[3]。
- 2025年2月19日、murffin discsから初の流通盤となるミニアルバム『NEON EYES』をリリース[2]。初の流通盤リリースにもかかわらず、SNSを中心に全国で知名度を上げ、各地でライブの動員を増やしている。
- 2025年3月21日から東名阪ツアー『閃閃舞踊巡廻』を開催予定[3]。

## ディスコグラフィー

### ミニアルバム
『NEON EYES』 （2025年2月19日、mini muff records/murffin discs）
1. Mazer
2. ごく身近な監獄
3. 偽り切ないな
4. バトルサマーIII
5. YOURSTAGE
6. DANDANDANCE

## ライブツアー
『閃閃舞踊巡廻（センセンブヨウジュンカイ）』
- 2025年3月21日 - 東京・shibuya eggman
- 2025年3月28日 - 名古屋・ell.size
- 2025年4月5日 - 大阪・Anima